# Daniele Turani
Daniele Turani (Bergamo, 8 febbraio 1907 – Bergamo, 25 aprile 1964) è stato un politico e dirigente sportivo italiano.

## Biografia
Inizia a lavorare fin da giovane età come commerciante di pelli.

### Carriera politica
Il 25 giugno 1953 viene eletto come senatore, ruolo che, grazie a due successive rielezioni, ricoprirà fino alla morte.

### Dirigente sportivo
Il 7 giugno 1945 diventa presidente dell'Atalanta, squadra all'epoca militante in Serie A, sostituendo Nando Bertoncini; durante la sua presidenza, durata fino alla morte, la società bergamasca milita ininterrottamente nel massimo campionato italiano, ad eccezione della stagione 1958-1959, passata in Serie B; sotto la sua guida, oltre al campionato di B del 1959, la squadra neroazzurra vince anche l'unica Coppa Italia della propria storia, nel 1963.